# Lamellodiscus pagrosomi
Lamellodiscus pagrosomi är en plattmaskart som beskrevs av Murray 1931. Lamellodiscus pagrosomi ingår i släktet Lamellodiscus och familjen Diplectanidae. Inga underarter finns listade i Catalogue of Life.